# Rensho
Rensho (連署 rensho?, lit. Cosignatario) era el asistente del shikken (regente) en el shogunato Kamakura en Japón.
El rensho firmaba junto al shikken en documentos oficiales. En 1224 el tercer shikken Hōjō Yasutoki nombró Hōjō Tokifusa como el primer rensho de la historia de Japón. 

## Lista de Rensho
1. Hōjō Tokifusa (r. 1225–1240)
2. Hōjō Shigetoki (r. 1247–1256)
3. Hōjō Masamura (r. 1256–1264)
4. Hōjō Tokimune (r. 1264–1268)
5. Hōjō Masamura (r. 1268–1273)
6. Hōjō Yoshimasa (r. 1273–1277)
7. Hōjō Shigetoki (r. 1283–1287)
8. Hōjō Nobutoki (r. 1287–1301)
9. Hōjō Tokimura (r. 1301–1305)
10. Hōjō Munenobu (r. 1305–1311)
11. Hōjō Hirotoki (r. 1311–1312)
12. Hōjō Sadaaki (r. 1315–1326)
13. Hōjō Koresada (r. 1326–1327)
14. Hōjō Shigetoki (r. 1330–1333)